# Carmine Di Giandomenico
Carmine di Giandomenico (Teramo, 13 aprile 1973) è un fumettista italiano.

## Biografia
Carmine Di Giandomenico è nato a Teramo in una famiglia modesta: il padre Sergio era imbianchino e la madre Leondina lavorava come domestica. Appassionatosi ai fumetti da giovane, grazie alle letture degli albi giganti di Capitan America e de L'Uomo Ragno editi dalla Corno, pur avendo frequentato il liceo artistico, ha appreso le tecniche fumettistiche da autodidatta, attratto dal Daredevil di Frank Miller. È docente all'Accademia di belle arti dell'Aquila e alla Scuola del fumetto di Pescara. Vive a Teramo con la compagna e la figlia.

## Carriera
Inizia la sua carriera disegnando la miniserie Examen nel 1995 per la sceneggiatura di Daniele Brolli. In seguito ha lavorato a Giulio Maraviglia, La Dottrina, Romano e La Landa degli aviatori collaborando con Alessandro Bilotta.
Tra il 2004 e il 2005 scrive, sceneggia e disegna l'opera in due libri dal titolo Oudeis per la casa editrice SaldaPress, un'opera che rivisita l'Odissea omerica in chiave moderna.
Nel 2005 inizia la sua collaborazione con la Marvel Comics, realizzando varie miniserie e What if su personaggi come Capitan America e Wolverine.
Nel 2006, sempre per la casa delle idee e in collaborazione con il co-sceneggiatore Zeb Wells, realizza la miniserie da lui ideata Battlin' Jack Murdock, che rinarra le origini del personaggio di Daredevil viste dagli occhi del padre, Jack Murdock.
In Italia ritorna a collaborare nel 2008 con Alessandro Bilotta per la realizzazione del Dylan Dog Color Fest n. 2 per Sergio Bonelli Editore, che segna il suo debutto sul personaggio.
Nel 2009 disegna due miniserie dedicate al personaggio di Spider-man Noir, rivisitazione di Spider-man negli 30-40 e l'anno successivo lavora a Invincible Iron Man #500, che segna il ritorno del Mandarino nella serie regolare.
Nel 2011 è tra gli autori del numero commemorativo per i 50 anni di vita della serie Fantastic Four, il #600.
Dal settembre 2015 entra nella casa editrice statunitense DC comics, abbandonando il suo sodalizio con la Marvel. Nel 2016 Dylan Dog Color Fest ospiterà un remake de ''il lungo addio'' da lui ri-disegnato per l'occasione su sceneggiatura di Paola Barbato. Nello stesso anno diviene il disegnatore principale della serie Flash scritta da Joshua Williamson, collegata al rilancio intitolato Rebirth che ha gradualmente coinvolto tutti gli albi DC Comics.
Nel 2017 diviene disegnatore e copertinista della serie Bonelli Orfani: Sam, scritta da Roberto Recchioni.
In occasione del Napoli Comicon, ha annunciato il suo ritorno al fumetto autoriale con il volume "Leone - Appunti di una vita" realizzato insieme a Francesco Colafella, pubblicato nel 2019 da Shockdom.
Nel dicembre 2020 realizza i disegni per il video di Uomo di varie età, brano che racconta il percorso artistico del cantautore Claudio Baglioni, contenuto nell'album In questa storia che è la mia.